# Word Up! (Little Mix)
Word Up! è un singolo del girl group britannico Little Mix, pubblicato il 14 marzo 2014.

## Descrizione
Si tratta di una cover dell'omonimo brano dei Cameo incisa per l'associazione benefica Sport Relief. Le ragazze hanno anche affrontato un viaggio in Liberia per conoscere meglio la cultura del Paese e registrare alcune scene del video musicale di accompagnamento al brano.

## Video musicale
Il video è stato reso disponibile sul canale YouTube del gruppo il 3 marzo 2014 e mostra il gruppo, in diverse scene, praticare una serie esercizi ginnici in compagnia di varie celebrità tra cui Melanie C, Louis Spence e Louis Smith.

## Tracce
Download digitale e streaming
1. Word Up! – 3:26

Download digitale e streaming – Remixes
1. Word Up! (The Alias Radio Edit) – 3:33
2. Word Up! (Extended Mix) – 4:59
3. Word Up! (Instrumental) – 3:05

CD (Regno Unito)
1. Word Up! – 3:26
2. Word Up! (The Alias Radio Edit) – 3:33
3. Word Up! (Extended Mix) – 5:03
4. Word Up! (Instrumental) – 3:05

## Classifiche
| Classifica (2014) | Posizione massima |
| ----------------- | ----------------- |
| Australia         | 45                |
| Austria           | 65                |
| Danimarca         | 38                |
| Francia           | 107               |
| Irlanda           | 13                |
| Regno Unito       | 6                 |